# Болотня (могильник)
Болотня́ — могильник липицкой культуры I века, расположенный у одноимённого села в Львовском районе Львовской области Украины.
Могильник Болотня был открыт случайно в 1953 году. Первые разведывательные раскопки проводились в 1954 году экспедицией под руководством И. Свешникова. Позже, в 1977, 1985-86, 1992 годах, археологическими экспедициями руководил В. Цигилик.
В ходе исследований было найдено 78 захоронений липицкой культуры. Из них 64 захоронения содержали пережжённые кости в глиняных урнах или прямо в земле. Около 75 % урн были лепными, остальные являлись продукцией гончарного производства высокого качества.
В процессе исследования захоронений получено значительное количество глиняной посуды, фибул, ножей, шпор, пряжек, браслетов, бусин, а также два меча и мелкая домашняя утварь, включая иглы, шила, бритвы, пряслица.